# Miconia obtusa
Miconia obtusa är en tvåhjärtbladig växtart som först beskrevs av August Heinrich Rudolf Grisebach, och fick sitt nu gällande namn av José Jéronimo Triana. Miconia obtusa ingår i släktet Miconia och familjen Melastomataceae. Inga underarter finns listade i Catalogue of Life.